# İstanbul Futbol Ligi
Die İstanbul Futbol Ligi war eine regionale Fußballliga in Istanbul, die vor der Gründung einer landesweiten Liga als renommierteste Liga der Türkei galt.

## Geschichte
Die İstanbul Futbol Ligi ursprünglich Constantinople Football Association League wurde im Jahre 1903 gegründet. Die Hauptrolle dabei spielten James Lafontaine, Henry Pears, Horace Armitage und Yani Vasilyadi. Sie gaben der Liga den Namen „Constantinople Football League“. Da die Spiele im Regelfall sonntags stattfanden, wurde die Liga auch Istanbul Sunday League genannt. Die erste Meisterschaft wurde mit vier Mannschaften ohne Rückspiele ausgetragen. Alle Mannschaften wurden anfangs von englischen, griechischen oder armenischen Minderheiten gestellt. Meister der ersten Saison wurde die Schiffsmannschaft „Imogene“ der britischen Botschaft. Die Trophäe war ein Shield, der in England hergestellt wurde. Er ging als Wandertrophäe von Meister zu Meister und die Namen der Meistermannschaften wurden eingraviert. Die Mannschaft, die die Trophäe im Verlauf von zehn Jahren am häufigsten errungen hatte, durfte sie behalten.
In der Saison 1906/1907 spielte erstmals eine türkische Mannschaft mit, der Vorläufer der Mannschaft von Galatasaray. Zwei Jahre später gewann Galatasaray erstmals die Meisterschaft der İstanbul Futbol Ligi. Nach und nach kamen mehr türkische Mannschaften Istanbuls hinzu. Zu ihnen gehörten Fenerbahçe und Altınordu. Es folgte der erste Balkankrieg. Aus diesem Grunde wurde die Meisterschaft nicht vollständig ausgespielt. In der Saison 1914/1915 gab es zwei konkurrierende Ligen in Istanbul, die jeweils von Galatasaray und Fenerbahçe gewonnen wurden. Der Eintritt des Osmanischen Reiches in den Ersten Weltkrieg hatte negative Auswirkungen auf die Liga. Nach 1915 entstand in Istanbul die sogenannte İstanbul Cuma Ligi (Freitagsliga).
Nach dem Türkischen Unabhängigkeitskrieg wurde der Ligabetrieb wieder aufgenommen. In der ersten Saison spielte man nach dem K.-o.-System. Diese Amateurliga bestand bis 1951. Im Jahr 1952 entstand die İstanbul Profesyonel Ligi, die bis zur Gründung der landesweiten Süper Lig Bestand hatte.

## Stadtmeister
| Saison  | Meister                                                                                      | Vizemeister                                                                   |
| ------- | -------------------------------------------------------------------------------------------- | ----------------------------------------------------------------------------- |
| 1904/05 | HMS Imogene FC                                                                               | Moda FC                                                                       |
| 1905/06 | Cadi-Keuy FC                                                                                 | HMS Imogene FC                                                                |
| 1906/07 | Cadi-Keuy FC                                                                                 | Moda FC                                                                       |
| 1907/08 | Moda FC                                                                                      | Cadi-Keuy FC                                                                  |
| 1908/09 | Galatasaray Istanbul                                                                         | Fenerbahçe Istanbul                                                           |
| 1909/10 | Galatasaray Istanbul                                                                         | Cadi-Keuy FC                                                                  |
| 1910/11 | Galatasaray Istanbul                                                                         | Progres                                                                       |
| 1911/12 | Fenerbahçe Istanbul                                                                          | Rumblers FC                                                                   |
| 1912/13 | Die İstanbul Futbol Ligi 1912/13 fand auf Grund der Balkankriege nicht statt.                | Die İstanbul Futbol Ligi 1912/13 fand auf Grund der Balkankriege nicht statt. |
| 1913/14 | Fenerbahçe Istanbul                                                                          | Rumblers FC                                                                   |
| 1914/15 | Fenerbahçe Istanbul (İstanbul Şampiyonluğu Ligi) Galatasaray Istanbul (İstanbul Futbol Ligi) | Türk İdman Ocağı (İstanbul Şampiyonluğu Ligi) Anadolu (İstanbul Futbol Ligi)  |
| 1923/24 | Beşiktaş Istanbul                                                                            | Galatasaray Istanbul                                                          |
| 1924/25 | Galatasaray Istanbul                                                                         | Vefa Istanbul                                                                 |
| 1925/26 | Galatasaray Istanbul                                                                         | Fenerbahçe Istanbul                                                           |
| 1926/27 | Galatasaray Istanbul                                                                         | Fenerbahçe Istanbul                                                           |
| 1927/28 | aufgrund der Olympischen Sommerspiele 1928 fand die Saison nicht statt.                      | aufgrund der Olympischen Sommerspiele 1928 fand die Saison nicht statt.       |
| 1928/29 | Galatasaray Istanbul                                                                         | Fenerbahçe Istanbul                                                           |
| 1929/30 | Fenerbahçe Istanbul                                                                          | Galatasaray Istanbul                                                          |
| 1930/31 | Galatasaray Istanbul                                                                         | Fenerbahçe Istanbul                                                           |
| 1931/32 | İstanbulspor                                                                                 | Küçükçekmecespor                                                              |
| 1932/33 | Fenerbahçe Istanbul                                                                          | Beşiktaş Istanbul                                                             |
| 1933/34 | Beşiktaş Istanbul                                                                            | Fenerbahçe Istanbul                                                           |
| 1934/35 | Fenerbahçe Istanbul                                                                          | Galatasaray Istanbul                                                          |
| 1935/36 | Fenerbahçe Istanbul                                                                          | Galatasaray Istanbul                                                          |
| 1936/37 | Fenerbahçe Istanbul                                                                          | Güneş SK                                                                      |
| 1937/38 | Güneş SK                                                                                     | Fenerbahçe Istanbul                                                           |
| 1938/39 | Beşiktaş Istanbul                                                                            | Fenerbahçe Istanbul                                                           |
| 1939/40 | Beşiktaş Istanbul                                                                            | Fenerbahçe Istanbul                                                           |
| 1940/41 | Beşiktaş Istanbul                                                                            | Fenerbahçe Istanbul                                                           |
| 1941/42 | Beşiktaş Istanbul                                                                            | Galatasaray Istanbul                                                          |
| 1942/43 | Beşiktaş Istanbul                                                                            | Fenerbahçe Istanbul                                                           |
| 1943/44 | Fenerbahçe Istanbul                                                                          | Beşiktaş Istanbul                                                             |
| 1944/45 | Beşiktaş Istanbul                                                                            | Fenerbahçe Istanbul                                                           |
| 1945/46 | Beşiktaş Istanbul                                                                            | Fenerbahçe Istanbul                                                           |
| 1946/47 | Fenerbahçe Istanbul                                                                          | Vefa Istanbul                                                                 |
| 1947/48 | Fenerbahçe Istanbul                                                                          | Beşiktaş Istanbul                                                             |
| 1948/49 | Galatasaray Istanbul                                                                         | Beşiktaş Istanbul                                                             |
| 1949/50 | Beşiktaş Istanbul                                                                            | Fenerbahçe Istanbul                                                           |
| 1950/51 | Beşiktaş Istanbul                                                                            | Galatasaray Istanbul                                                          |

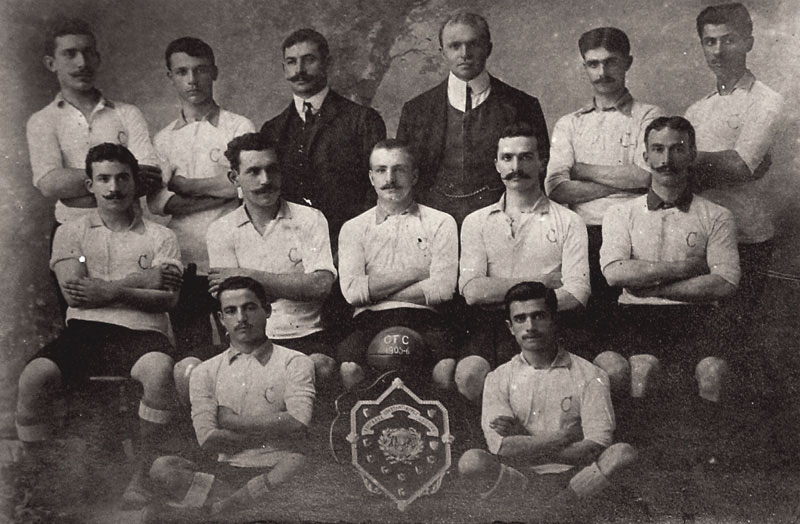
Cadi-Keuy FC, 1905/06
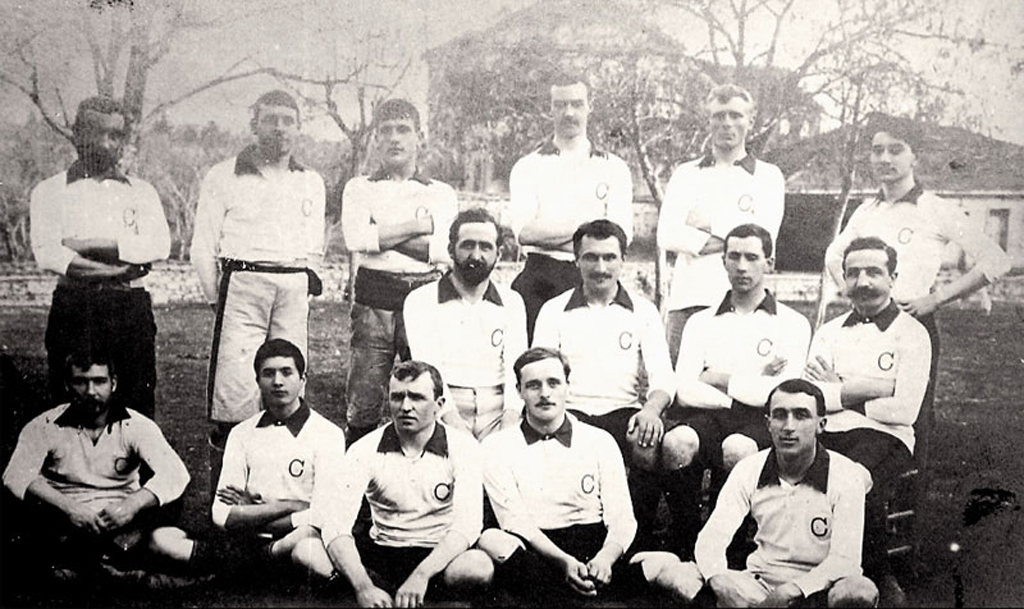
Cadi-Keuy FC, 1906/07
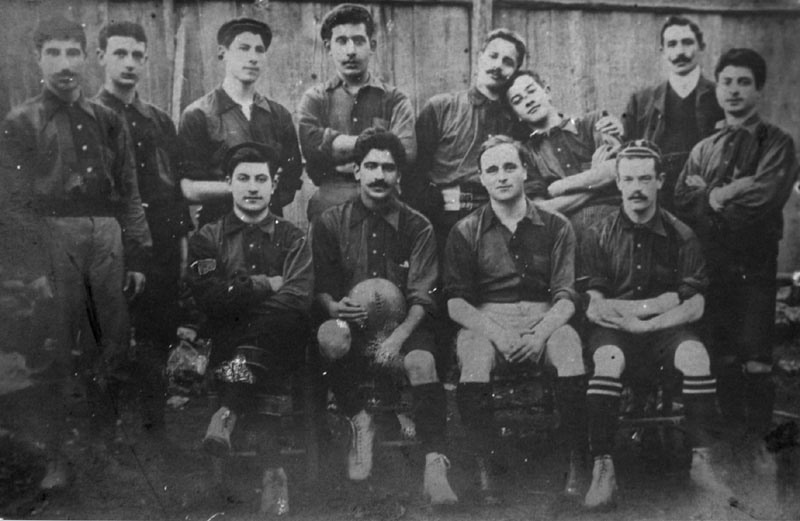
Moda FC, 1907/08
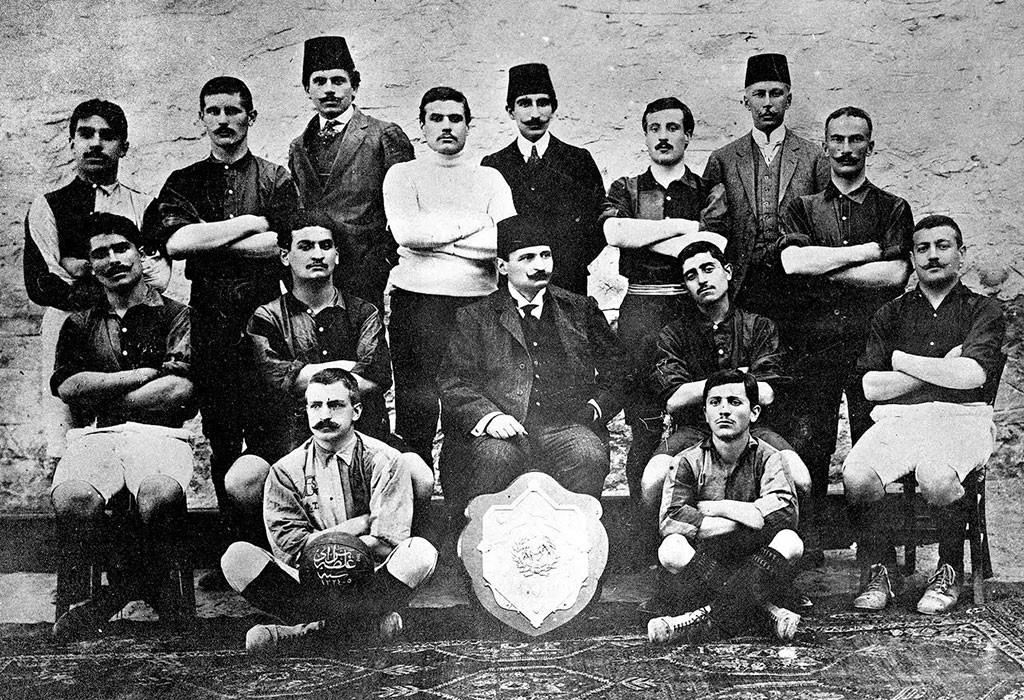
Galatasaray, 1908/09
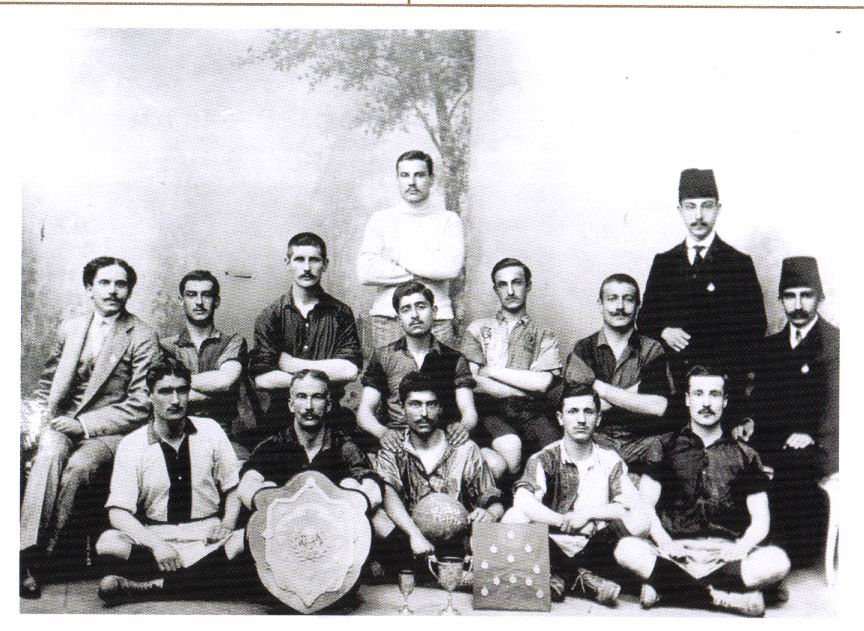
Galatasaray, 1909/10
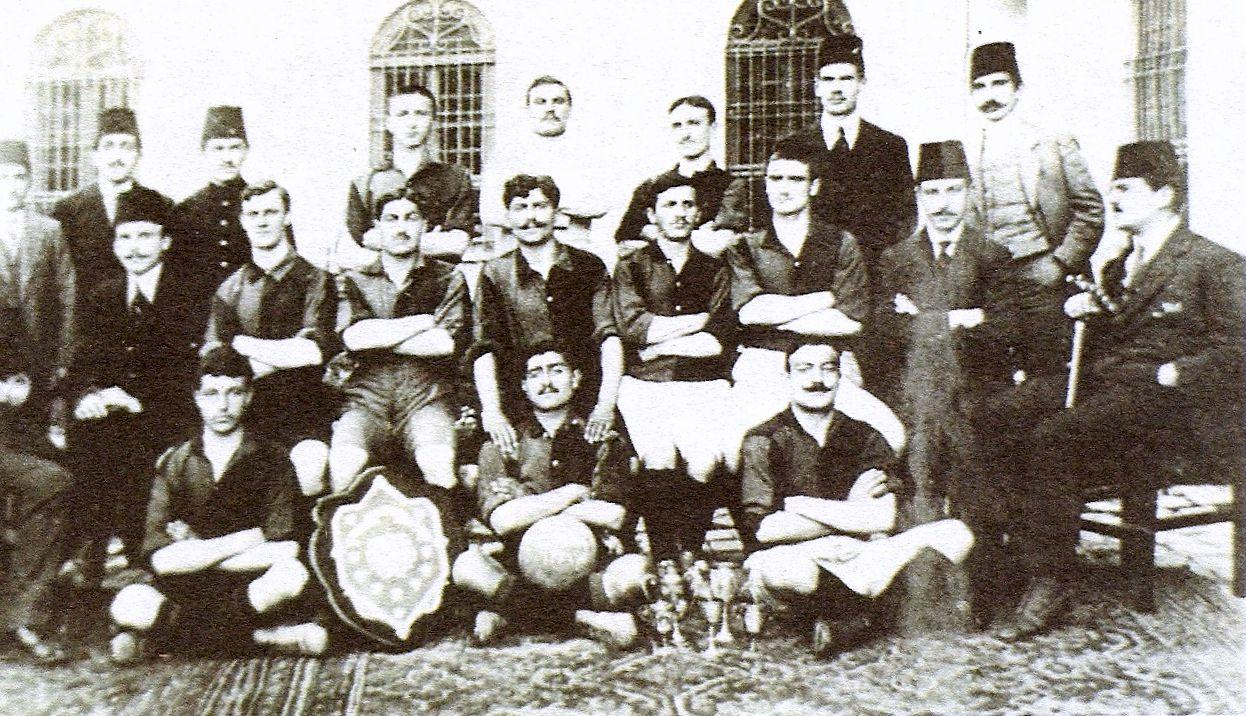
Galatasaray, 1910/11
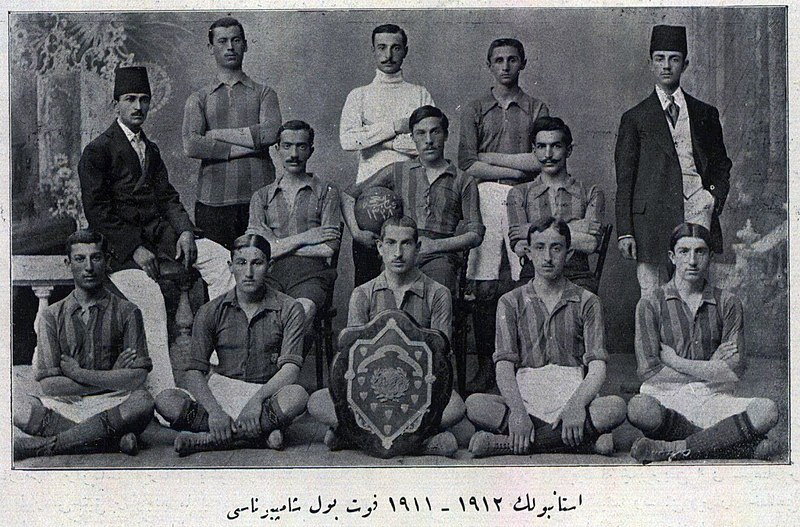
Fenerbahçe, 1911/12
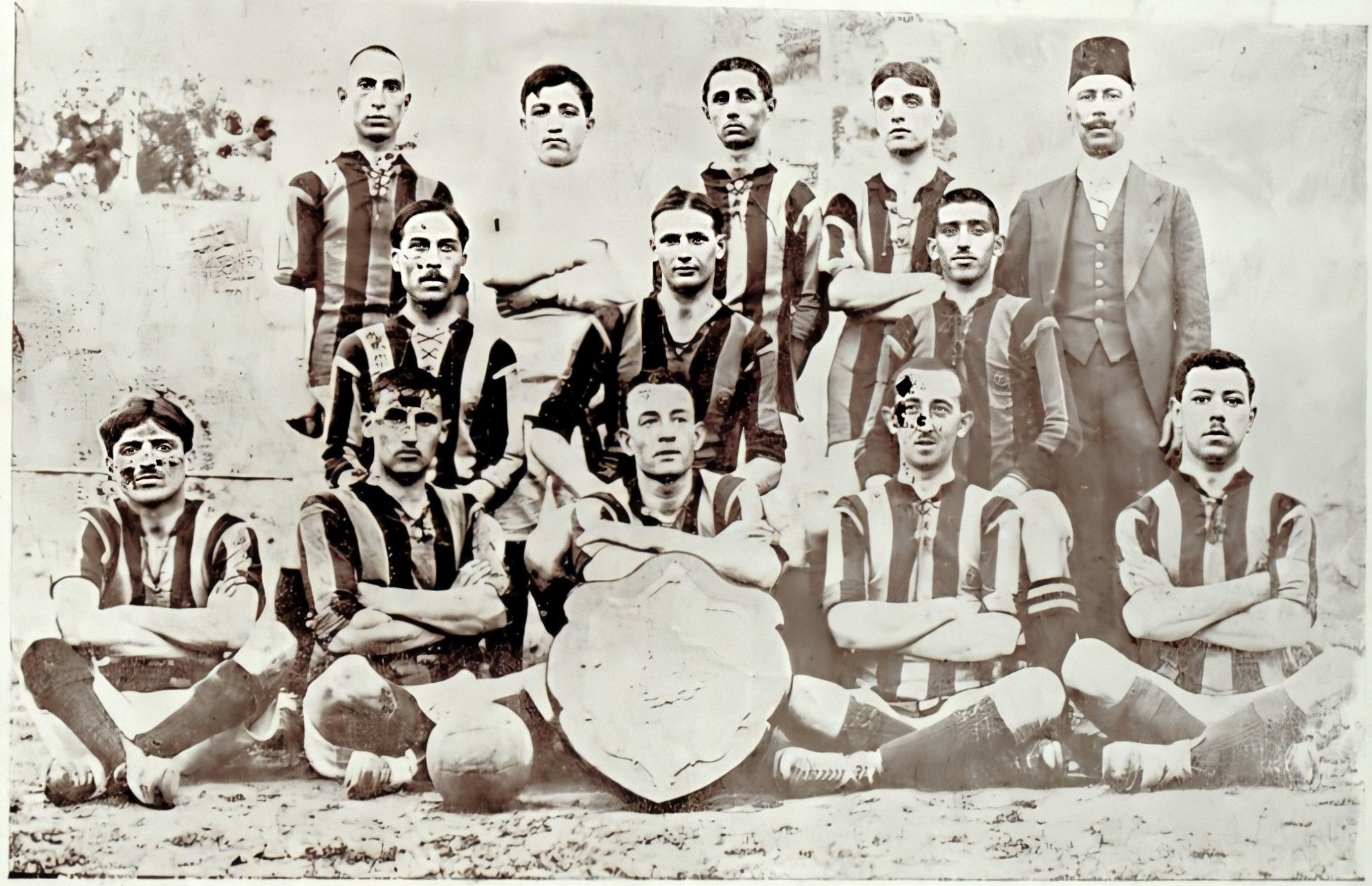
Fenerbahçe, 1913/14
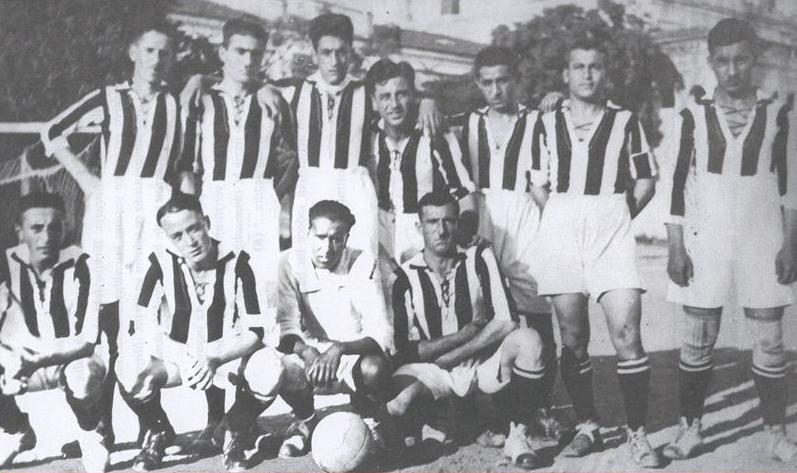
Beşiktaş, 1923/24
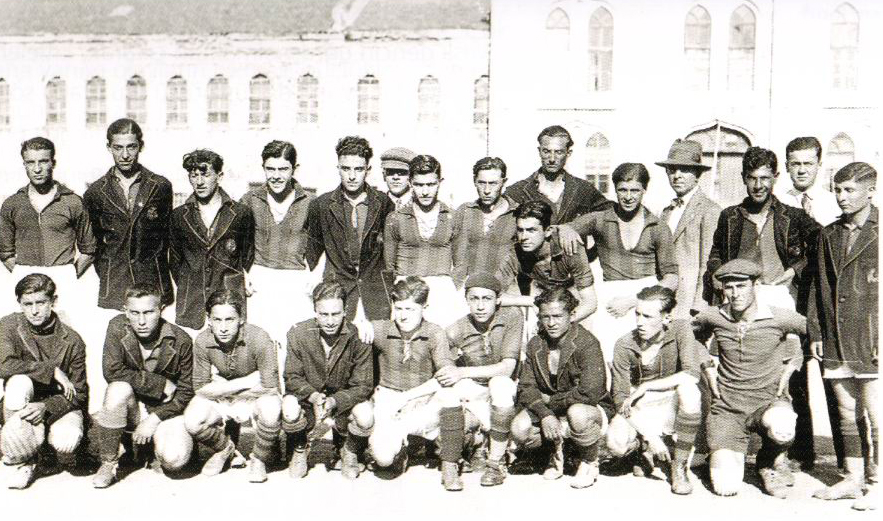
Galatasaray und Fenerbahçe, 1924/25
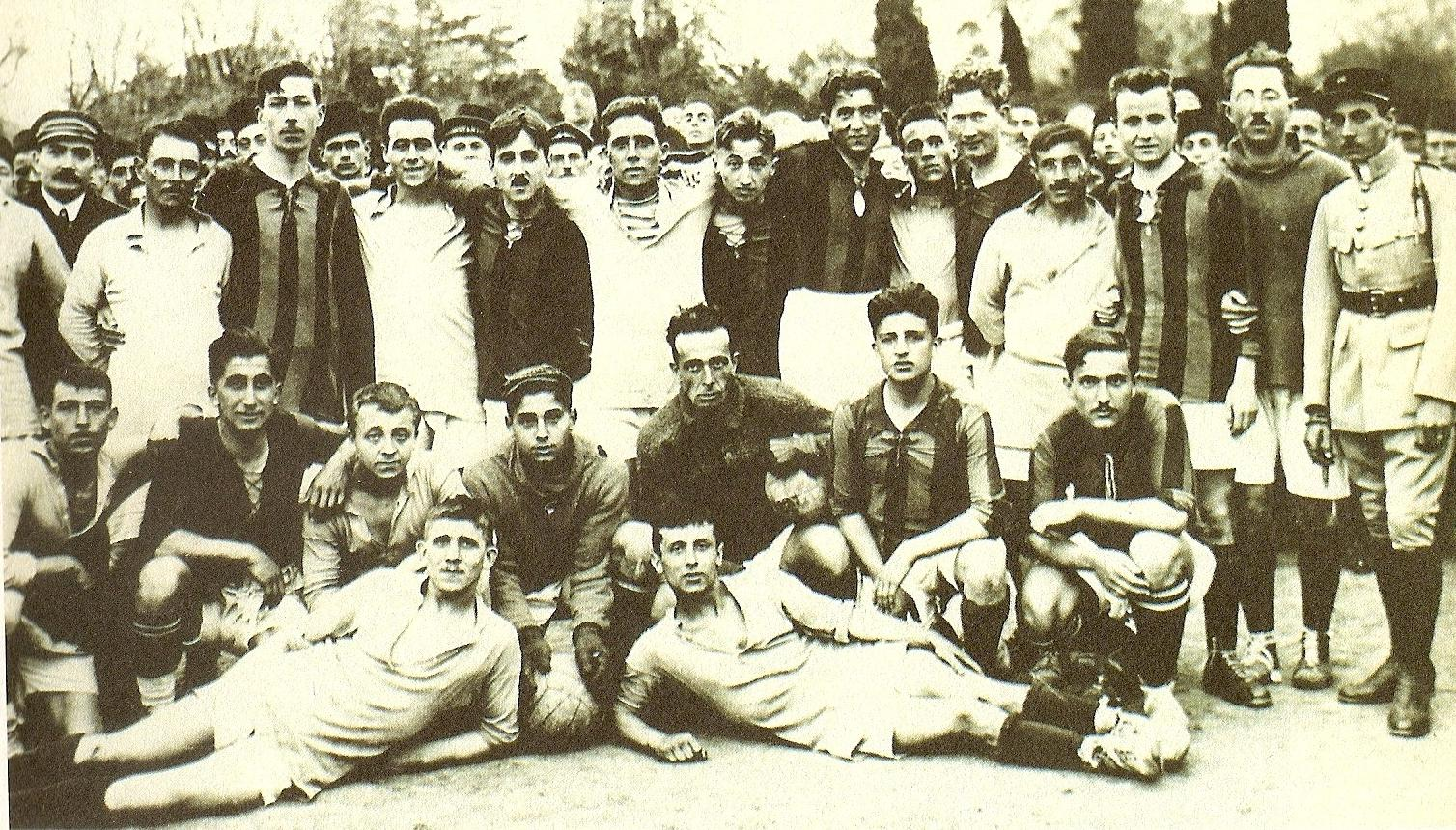
Galatasaray, 1925/26
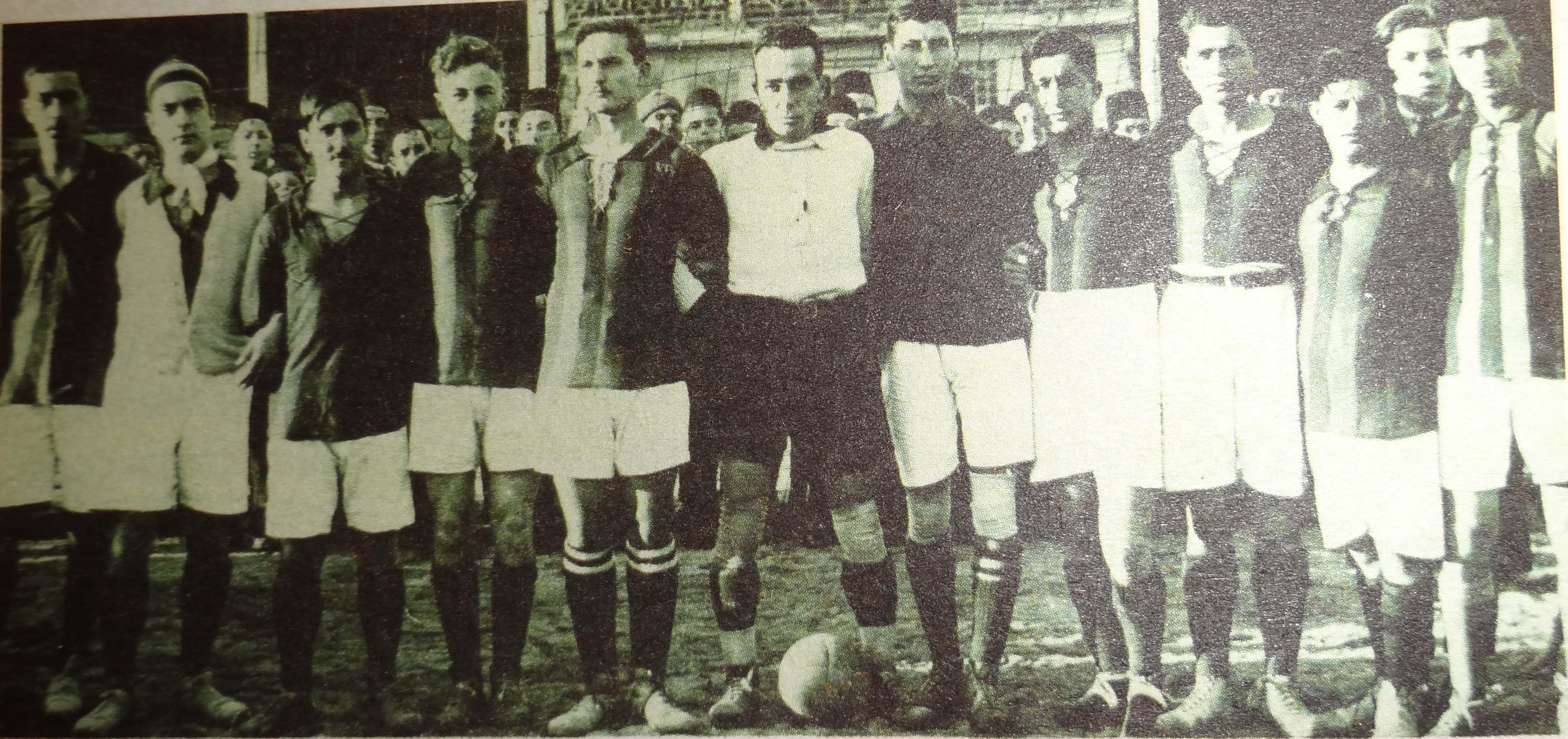
Galatasaray, 1926/27
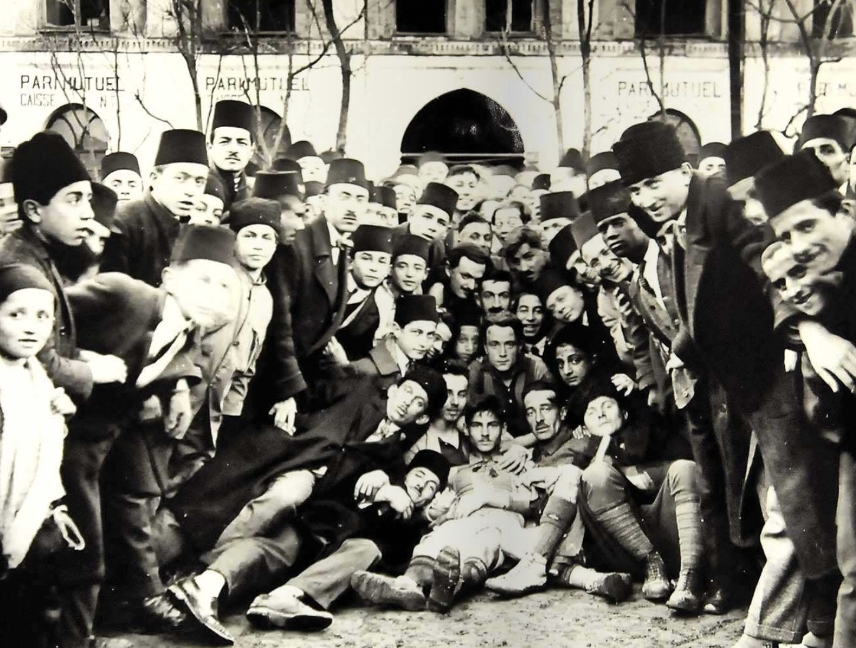
Galatasaray, 1928/29
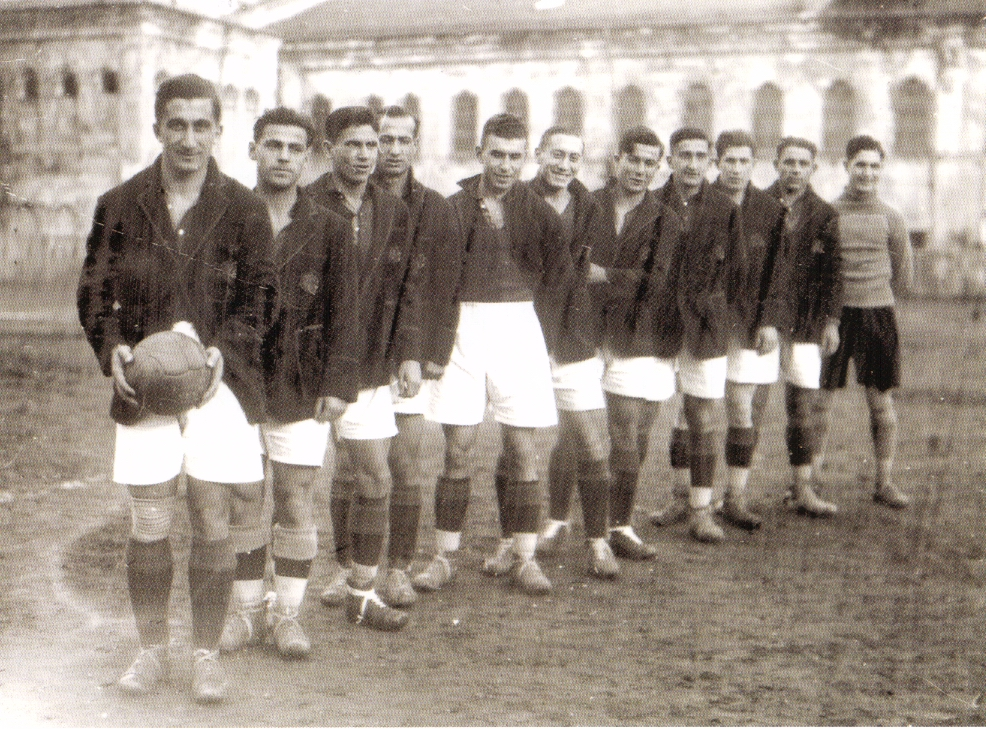
Galatasaray, 1930/31
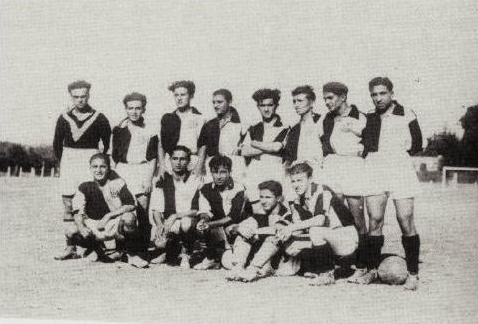
İstanbulspor, 1931/32
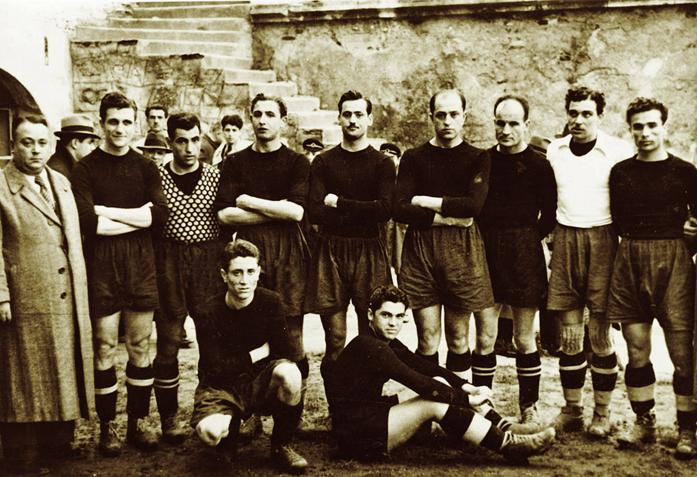
Beşiktaş, 1940/41

## Anzahl der Meistertitel
| Platz | Verein               | Meisterschaften |
| ----- | -------------------- | --------------- |
| 1.    | Beşiktaş Istanbul    | 11              |
| 1.    | Fenerbahçe Istanbul  | 11              |
| 3.    | Galatasaray Istanbul | 10              |
| 4.    | Cadi-Keuy FC         | 2               |
| 5.    | Güneş SK             | 1               |
| 5.    | HMS Imogene FC       | 1               |
| 5.    | İstanbulspor         | 1               |
| 5.    | Moda FC              | 1               |

## Quelle
- Erdoğan Arıpınar (Hrsg.): Türk Futbol Tarihi, Bd. 1, ohne Ort 1992